# Coquimbo Unido
O Coquimbo Unido Sociedad Anónima Deportiva Profesional é um clube de futebol chileno. Sua sede fica na cidade de Coquimbo e atualmente disputa a Primeira Divisão do Chile.

## História
O Coquimbo Unido foi fundado em 30 de agosto de 1958 pela união de vários clubes amadores da região com o objetivo de criar um clube profissional que representasse a cidade de Coquimbo. Em 1959 estreou na Segunda Divisão chilena e já em 1962 conseguiu ganhá-la. Porém, em 1965, o clube é rebaixado pela primeira vez em sua história. Na Série B teve sérias dificuldades financeiras até que, em 1975, o Coquimbo foi rebaixado para a associação de origem, que seriam campeonatos amadores locais.
Felizmente, os Piratas conseguiram dar a volta por cima rapidamente, sendo campeões da Segunda Divisão do Chile em 1977, assim retornam à elite no ano seguinte. Contudo, a situação não mudou muito e o clube ficou sempre alternando entre a primeira e a segunda divisão até os dias de hoje. Surpreendentemente, em 1991, foi vice-campeão do Campeonato Chileno e, já que o Colo-Colo, que havia sido o vencedor, também havia ganho a Libertadores, o Coquimbo ganhou uma vaga na Libertadores de 1992. Como já era de se esperar, na Libertadores de 1992, o clube foi eliminado na fase de grupos.
Os piratas conseguiram ficar em segundo lugar em mais uma ocasião, ganharam mais duas vezes a Segunda Divisão do Chile, até que em 2020 o clube participou pela primeira vez da Copa Sul-Americana. Na qual fizeram uma ótima campanha, chegando até a semifinal, porém foram rebaixados no mesmo ano. Em 2024, o Coquimbo Unido participou novamente da Sul-Americana, mas dessa vez sem grande destaque.

## Rivalidades
Seu principal rival é o Deportes La Serena, com quem protagoniza o emblemático "Clássico da Região de Coquimbo".

## Títulos
| NACIONAIS | NACIONAIS                        | NACIONAIS | NACIONAIS                |
|           | Competição                       | Títulos   | Temporadas               |
| --------- | -------------------------------- | --------- | ------------------------ |
| Chile     | Campeonato Chileno da 2ª Divisão | 4         | 1962 , 1977, 2018 e 2021 |

## Estatísticas

### Campanhas de destaque
| Coquimbo Unido     | Coquimbo Unido | Coquimbo Unido   | Coquimbo Unido    | Coquimbo Unido  |
| Torneio            | Campeão        | Vice-campeão     | Terceiro colocado | Quarto colocado |
| ------------------ | -------------- | ---------------- | ----------------- | --------------- |
| Copa Sul-Americana | 0 (não possui) | 0 (não possui)   | 1 (2020)*         | 1 (2020)*       |
| Campeonato Chileno | 0 (não possui) | 2 (1991, 2005-A) | 0 (não possui)    | 0 (não possui)  |
| Copa Chile         | 0 (não possui) | 0 (não possui)   | 2 (2021, 2024)*   | 2 (2021, 2024)* |

Legenda: (*) semifinais

### Participações
|  | Participações em 2025 |

| Competição           | Competição        | Temporadas | Anos                                                                   |
| Ligas nacionais      |                   |            |                                                                        |
| Chile                | Primeira divisão  | 30         | 1963-1965, 1978-1980, 1984, 1991-2007, 2019-2020, 2022-                |
| Chile                | Segunda divisão   | 36         | 1959-1962, 1966-1974, 1976-1977, 1981-1983, 1985-1990, 2008-2018, 2021 |
| Copas internacionais |                   |            |                                                                        |
|                      | Copa Libertadores | 1          | 1992                                                                   |
| Copa Sul-Americana   | 2                 | 2020, 2024 |                                                                        |

## Sedes e estádios

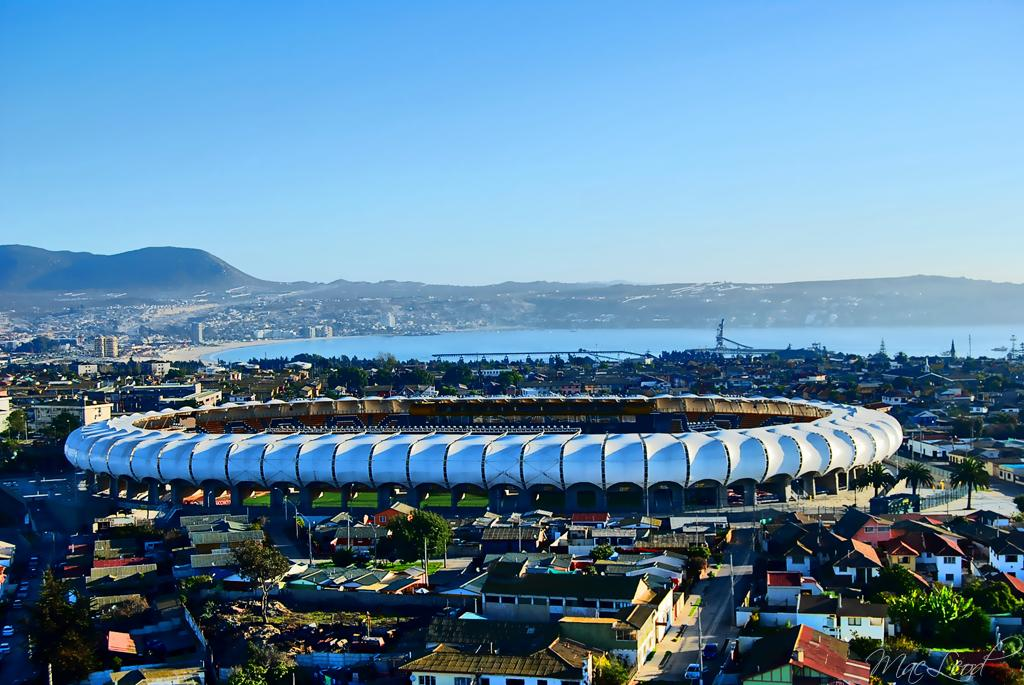
Estádio em que o Coquimbo manda seus jogos.

### Estadio Francisco Sánchez Rumoroso
O Coquimbo Unido manda seus jogos no Estádio Francisco Sánchez Rumoroso que possui capacidade para 18.000 torcedores e está localizado na cidade de Coquimbo, no Chile. O estádio foi inaugurado em 1970, mas passou por uma ampla modernização para ser uma das sedes da Copa do Mundo de Futebol Feminino Sub-20 em 2008.